# Otávio Bulgarelli
Pour les articles homonymes, voir Bulgarelli.
Otávio Didier Bulgarelli  est un coureur cycliste brésilien, né le 15 octobre 1984 à São Gonçalo do Sapucaí.

## Biographie
En mars 2017, il est provisoirement suspendu en raison de violation du règlement antidopage.

## Palmarès
- 2007
  - Tour de Sucre :
    - Classement général
    - 3e et 5e (contre-la-montre par équipes) étapes
- 2008
  - 5e étape du Tour du Brésil-Tour de l'État de Sao Paulo
  -  Médaillé de bronze au championnat panaméricain sur route
- 2009
  - 2e du Tour de Québec
  - 3e du Tour de Santa Catarina
- 2012
  -  Champion du Brésil sur route
- 2013
  - Tour de Santa Catarina :
    - Classement général
    - 4e et 5e étapes

## Classements mondiaux
| Année            | 2007 | 2008 | 2009 | 2010 | 2011 | 2012 | 2013 | 2014 | 2015 |
| ---------------- | ---- | ---- | ---- | ---- | ---- | ---- | ---- | ---- | ---- |
| UCI America Tour | 165e | 42e  | 122e |      |      | 9e   |      | 191e | 293e |